# Loud Like Love
Loud Like Love es el séptimo álbum de la banda inglesa de rock alternativo Placebo. Fue anunciado el 21 de mayo de 2013 a través de la página oficial de la banda y fue lanzado a nivel mundial el 16 de septiembre del mismo año.
El disco fue grabado y producido por Adam Noble y su primer sencillo se titula «Too Many Friends». El 13 de marzo de 2014 lanzaron su segundo sencillo, «Loud Like Love». Es también el último disco con Steve Forrest en la batería.

## Lista de canciones
Todas las canciones escritas y compuestas por Brian Molko, Stefan Olsdal and Steve Forrest. 
| N.º | Título                    | Duración |  |
| 1.  | «Loud Like Love»          | 4:51     |  |
| 2.  | «Scene of the Crime»      | 3:27     |  |
| 3.  | «Too Many Friends»        | 3:34     |  |
| 4.  | «Hold on to Me»           | 4:54     |  |
| 5.  | «Rob the Bank»            | 3:38     |  |
| 6.  | «A Million Little Pieces» | 4:40     |  |
| 7.  | «Exit Wounds»             | 5:48     |  |
| 8.  | «Purify»                  | 3:45     |  |
| 9.  | «Begin the End»           | 6:00     |  |
| 10. | «Bosco»                   | 6:39     |  |

## Bonus Track (Box Set Download y iTunes)
| N.º | Título                | Duración |  |
| 11. | «Pity Party (of One)» | 4:19     |  |

## Deluxe Edition DVD – Live at RAK Studios
| N.º | Título                    | Duración |  |
| 1.  | «Loud Like Love»          | 5:25     |  |
| 2.  | «Scene of the Crime»      | 3:55     |  |
| 3.  | «Too Many Friends»        | 4:12     |  |
| 4.  | «Purify»                  | 3:54     |  |
| 5.  | «Pity Party (of One)»     | 4:15     |  |
| 6.  | «Exit Wounds»             | 6:16     |  |
| 7.  | «A Million Little Pieces» | 5:02     |  |
| 8.  | «Begin the End»           | 6:55     |  |

## Lista de posiciones
| Lista(2013)                    | Posición |
| ------------------------------ | -------- |
| Australian Albums Chart (ARIA) | 9        |
| French Albums Chart            | 3        |
| Dinamarca (Hitlisten)          | 20       |
| Hungría (MAHASZ)               | 12       |
| Irish Albums Chart (IRMA)      | 18       |
| Polonia (ZPAV)                 | 12       |
| España (PROMUSICAE)            | 16       |
| UK Albums Chart                | 13       |
| US Billboard 200               | 98       |

## Historial de lanzamiento
| País            | Fecha                    | Formato(s)                  |
| --------------- | ------------------------ | --------------------------- |
| Europa          | 13 de septiembre de 2013 | Disco compacto, digital, LP |
| Resto del mundo | 16 de septiembre de 2013 | Disco compacto, digital, LP |

## Personal
- Brian Molko – vocalista, guitarra, teclado
- Stefan Olsdal – bajo, guitarra, piano, teclado , vocalista de apoyo
- Steve Forrest – batería, percusión
- Bill Lloyd – teclado, bajo
- Fabian Waltmann – programación adicional